# Cerkiew Świętego Ducha w Małkowie
Cerkiew Świętego Ducha – prawosławna cerkiew w Małkowie, istniejąca w latach 1907–1938.

## Historia
Unicka świątynia Spotkania Pańskiego powstała w Małkowie w 1620. W 1875, po likwidacji unickiej diecezji chełmskiej, została zamieniona na prawosławną. Dwa lata później będący w złym stanie technicznym budynek został zamknięty. W 1907 ludność Małkowa i Smoligowa, przy wsparciu miejscowej administracji, postanowiła wznieść nową cerkiew w swojej wsi, zamiast jak dotąd uczęszczać do cerkwi w Szychowicach. Prawosławni mieszkańcy obydwu wsi sami sfinansowali budowę świątyni. Cerkiew wzniesiono z drewna sosnowego, pokryto blaszanym dachem i zwieńczono trzema kopułami. Obok zbudowano dzwonnicę, na której zawieszono trzy dzwony.
15 października 1907 erygowano parafię w Małkowie, podległą eparchii chełmskiej, zaś 11 listopada tego samego roku gotową cerkiew poświęcił jej ordynariusz, biskup Eulogiusz. Świątynia funkcjonowała przez osiem lat, do przymusowej ewakuacji prawosławnej ludności wsi w ramach bieżeństwa. Po I wojnie światowej cerkiew nie wznowiła działalności z powodu braku duchownego, zaś w 1920 decyzją polskiej administracji została na stałe zamknięta. Klucze do niej przekazano do starostwa w Hrubieszowie. W kolejnych latach mieszkańcy Małkowa wielokrotnie apelowali o ponowne otwarcie cerkwi, podnosząc m.in. fakt, iż wyznawcy prawosławia stanowili większość mieszkańców wsi. Nigdy jednak nie uzyskali pozytywnej odpowiedzi – ani na podania o otwarcie cerkwi na stałe jako filii parafii w Szychowicach, ani na zezwolenie na odprawienie w niej nabożeństwa z okazji jednego z dwunastu wielkich świąt prawosławnych.
W cerkwi w Małkowie w momencie zamknięcia pozostał komplet utensyliów liturgicznych. W 1925 proboszcz parafii szychowickiej ubiegał się o ich przejęcie, jednak nie wyraził na to zgody metropolita warszawski i całej Polski Dionizy, który obawiał się, że pozbawiona wyposażenia cerkiew zostanie przeznaczona do rozbiórki.
Po tym, gdy w ramach akcji polonizacyjno-rewindykacyjnej 8 czerwca 1938 zniszczona została cerkiew Przemienienia Pańskiego w Kryłowie, a w dniach następnych kolejne cerkwie w gminie Kryłów, mieszkańcy Małkowa zaczęli wystawiać w pobliżu zamkniętej cerkwi straże, które miały zaalarmować wszystkich parafian w razie przybycia ekipy rozbiórkowej. 14 lipca 1938 do Małkowa przybyli robotnicy wynajęci do rozbiórki cerkwi, eskortowani przez czterdziestoosobową grupę policjantów. Gdy policjanci zaczęli rozpędzać zgromadzonych mieszkańców wsi, ci obrzucili ich kamieniami, raniąc kilku funkcjonariuszy i niszcząc policyjny samochód. Ostatecznie jednak policja rozpędziła zebranych. W ciągu dwóch godzin świątynia została zburzona. W momencie jej zawalenia zniszczeniu uległo całe wyposażenie.